# Una nit a la vida d'en Jimmy Reardon
 
Una nit a la vida d'en Jimmy Reardon (títol original: A Night in the Life of Jimmy Reardon) és una pel·lícula de 1988 sobre un graduat de l'escola secundària que ha de descobrir sí vol anar a una escola de negocis a petició del seu pare o seguir el seu propi camí i obtenir un treball a temps complet. Ell es veu rebel al llarg de la pel·lícula, però eventualment entén el que els seus pares volen per a ell. La pel·lícula és protagonitzada per River Phoenix, Matthew Perry, Ann Magnuson i Meredith Salenger. És basada en la novel·la Aren't You Even Gonna Kiss Me Goodbye? de William Richert, que també va dirigir la pel·lícula. Ha estat doblada al català. 
La pel·lícula es va desviar considerablement del tall original del director, que actualment està disponible amb el títol Aren't You Even Gonna Kiss Me  Goodbye?

## Argument
Situat en un suburbi ric de Chicago durant la dècada de 1960, el noi de classe mitjana Jimmy Reardon (River Phoenix) surt amb el seu millor amic de classe alta, Fred Roberts (Matthew Perry), i es fica al llit amb la promesa de Fred, Denise Hunter (Ione Skye). Passa el temps escrivint poesia i bevent cafè mentre decideix què fer després de l'escola secundària. Els seus pares no l'ajudaran a pagar la matrícula tret que assisteixi al mateix col·legi que el seu pare, però Jimmy no vol seguir aquest camí. Per contra, s'enfoca a tenir diners suficients per tenir un passatge d'avió per anar a Hawaii amb la seva promesa, Lisa Bentwright (Meredith Salenger). En la nit de la gran festa, a Jimmy se li encarrega la tasca de portar a casa la mare del seu amic divorciat, Joyce Fickett (Ann Magnuson), que convenientment el sedueix. Ja que està arribant tard per recollir Lisa, ella va al ball amb el ric Matthew Hollander (Jason Court) en el seu lloc. Jimmy després estavella el cotxe familiar i té un acostament íntim amb el seu pare (Paul Koslo) mentre es converteix en un heroi.

## Repartiment
- River Phoenix: Jimmy Reardon.
- Ann Magnuson: Joyce Fickett.
- Meredith Salenger: Lisa Bentwright.
- Ione Skye: Denise Hunter.
- Louanne Sirota: Suzie Middleberg.
- Matthew Perry: Fred Roberts.
- Paul Koslo: Al Reardon.
- Jane Trobessin: Faye Reardon.
- Jason Court: Mathew Hollander
- James Deuter: Mr. Spaulding
- Marji Banks: Emma Spaulding.
- Margaret Moore: Mrs. Bentwright
- Anastasia Fielding: Elaine.
- Kamie Harper: Rosie Reardon.
- Johnny Galecki: Toby Reardon.
- Alan Goldsher: Músic #2.